# Parlament von Hokkaidō

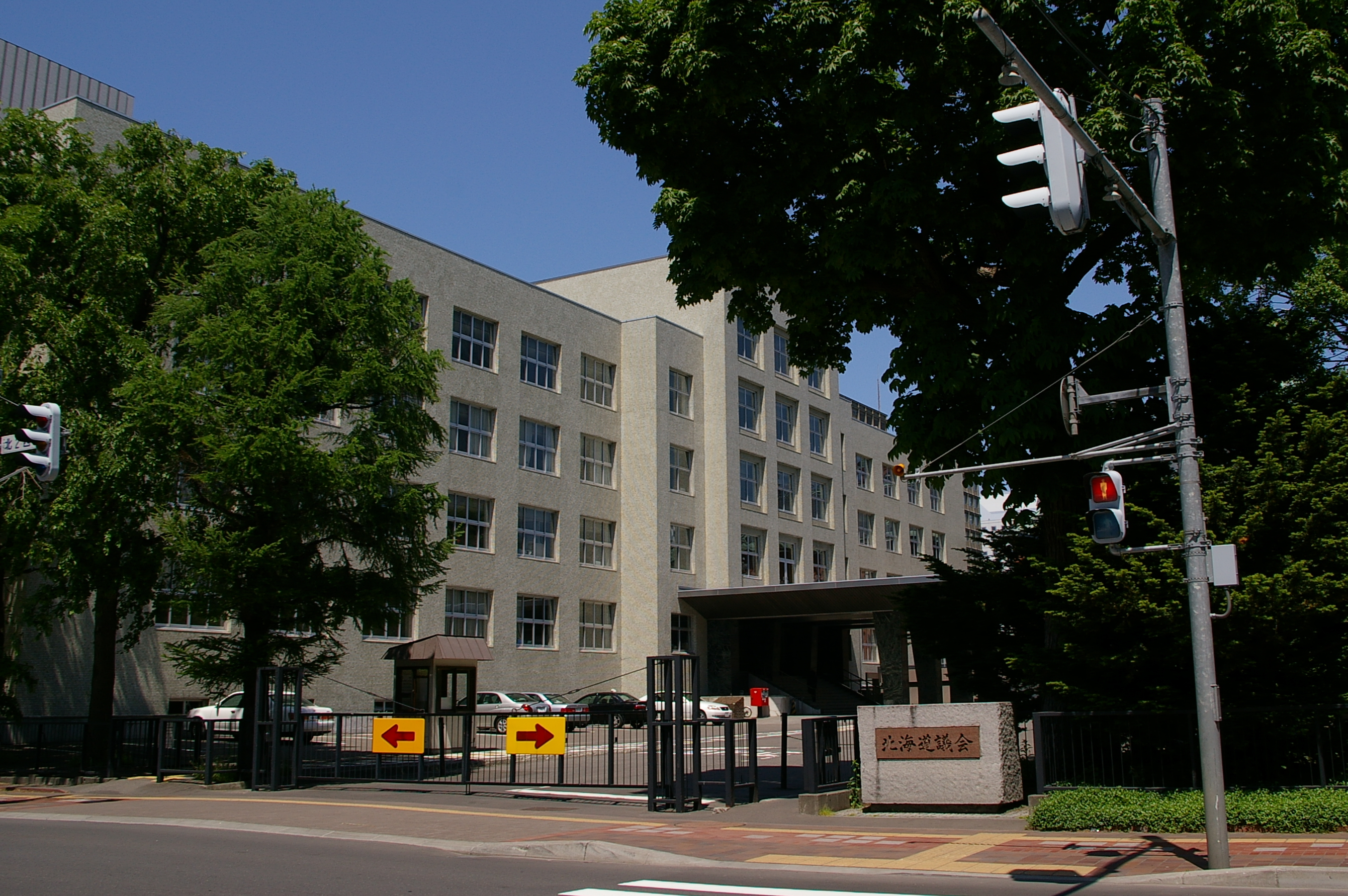
Das Parlamentsgebäude im Gebäudekomplex der dō-Regierung im Bezirk Mitte (Chūō-ku) der Stadt Sapporo (Sapporo-shi)

Das Parlament von Hokkaidō (北海道議会, Hokkaidōgikai; kurz 道議会, dōgikai, „Präfekturparlament“, was aber im Japanischen eindeutig ist, da die Hokkaidō die einzige dō unter den Präfekturen ist) ist das Beschlussorgan der Hokkaidō, Japans nördlichster Präfektur. Als solches ist es für die Verabschiedung von Präfektursatzungen, des Präfekturhaushalts und die Bestätigung wichtiger Personalnominierungen des Gouverneurs wie etwa Vizegouverneure oder Mitglieder der Kommission für öffentliche Sicherheit zuständig. Wie alle Präfekturparlamente wird das Parlament der Hokkaidō alle vier Jahre durch nicht übertragbare Einzelstimmgebung (SNTV) in Mehr- und Einmandatswahlkreisen direkt von den Präfekturbürgern gewählt – in Einmandatswahlkreisen wird SNTV identisch zur relativen Mehrheitswahl. Nachwahlen werden bei Bedarf angesetzt und üblicherweise zusammen mit Kommunalwahlen im betroffenen Wahlkreis, anderen Präfektur- oder nationalen Wahlen abgehalten.

## Geschichte
Anders als die meisten Präfekturparlamente gibt es das Parlament von Hokkaidō nicht durchgehend seit 1878/79. Während andere Präfekturen im späten 19. Jahrhundert bereits eine, wenn auch sehr begrenzte Selbstverwaltung genossen (mit manchen Entlehnungen aus der Verwaltungsgliederung Preußens), wurde Hokkaidō von der Reichsregierung durch die Hokkaidō-chō („Hokkaidō-Behörde“) des Innenministeriums weiterhin direkt regiert. Erst 1901 erhielt Hokkaidō eine gewählte Volksvertretung (damals Hokkai-dōkai, 北海道会/in zeitgenössischer Schrift 北海道會, analog zu den anderen Präfekturparlamenten, die damals fukai/kenkai hießen), allerdings mit noch weniger Autorität als in normalen/anderen Präfekturen. Es dauerte bis zu den Reformen der subnationalen Verwaltungen in der Besatzungszeit nach dem Zweiten Weltkrieg, dass die -dō anderen Präfekturen voll gleichgestellt wurde: 1946 wurde die Präfekturordnung, bis dahin fu-ken-sei, auf die Hokkaidō ausgeweitet und in dō-fu-ken-sei umbenannt. 1947 vereinheitlichte das Selbstverwaltungsgesetz die Selbstverwaltung in allen Präfekturen und Gemeinden, und die Namen der Präfektur- und Gemeindeparlamente wurden von -kai in -gikai geändert (umgekehrt beim Nationalparlament).

## Wahlen und Zusammensetzung
- KPJ: 2
- Minshu・dōmin rengō („Demokrat[en], Präfekturbürgerbund“; KDP, Parteilose): 26
- Hokkaidō Yūshikai (北海道結志会): 9
- Ishin/Daichi: 1
- Kōmeitō: 8
- Jimintō・dōmin kaigi („LDP, Präfekturbürgerkonferenz“; LDP, Parteilose): 54

Nach einer Neuordnung 2018 hat das Parlament von Hokkaidō seit der Wahl 2019 100 Mitglieder aus 46 Wahlkreisen. Seit 1947 bis einschließlich der Wahlen 2023 finden die Wahlen noch im einheitlichen Wahlzyklus in Jahren vor Schaltjahren statt. Auch die Gouverneurswahlen in Hokkaidō sind bisher nicht aus dem einheitlichen Zyklus ausgeschert, womit Hokkaidō eine von derzeit zehn Präfekturen ist, in denen beide Präfekturwahlen gleichzeitig stattfinden.
Bei der Präfekturparlamentswahl 2023 blieb die Liberaldemokratische Partei mit 49 Sitzen klar stärkste Partei und ihre Fraktion mit parteilosen oder beitretenden Unabhängigen hält weiter eine absolute Mehrheit.